# Ставрогин
Николай Всеволодович Ставрогин — центральный персонаж романа Ф. М. Достоевского «Бесы». Это также одна из ключевых фигур для всего творчества Достоевского.
Фамилия «Ставрогин» происходит от др.-греч. σταυρός — крест.

## Краткая биография персонажа

### До начала действия романа
Текст романа «Бесы» позволяет восстановить предысторию персонажа. Николай Ставрогин родился в 1840 году. Воспитывался без отца, Всеволод Николаевич Ставрогин покинул семью, когда сын был ещё маленьким. С 8 лет с ним занимается Степан Трофимович Верховенский. С осени 1855 года по декабрь 1860 года учился в Петербургском лицее. С 1861 года служил в гвардии; за участие в двух дуэлях, где «убил одного из своих противников наповал, а другого искалечил», в 1862 году был отдан под суд и разжалован в солдаты. В 1863 году участвовал в подавлении польского восстания, за что был произведён в офицеры, затем подал в отставку. В 1864 году сблизился с Петром Верховенским, Лебядкиным и Кирилловым; в июне того же года соблазняет соседскую девочку Матрёшу, которая вскоре вешается.
О последнем факте Ставрогин рассказывает в неопубликованной главе романа «У Тихона», которая должна была стать девятой, заключительной главой второй части романа, а в более поздней редакции — первой главой третьей части. Впрочем, факт невключения этой главы в окончательную редакцию (помимо чисто цензурных соображений), возможно, является показателем осознанного переосмысления образа Ставрогина писателем. А. Л. Бем в своей работе «Эволюция образа Ставрогина» писал, что Достоевский не желает допустить Ставрогина до крайней черты нравственного падения. Так, в одном из черновых вариантов главы «У Тихона» на следующий день после своей исповеди Ставрогин посылает записку со словами: «всё это я вам солгал… я немного был не в своём уме…». Там же описано, что вскоре после этого он тайно женится на хромоножке Марье Лебядкиной.
В июне 1865 года он приезжает к матери. Тогда он вызвал всеобщее возмущение тем, что оттаскал за нос помещика Гаганова, укусил за ухо губернатора и публично поцеловал чужую жену. Этот эпизод объяснили белой горячкой, вслед за этим Ставрогин уезжает за границу, в Европу, что стало началом его четырёхлетних путешествий.
В 1867 году он начал проводить эксперименты по влиянию на Шатова и Кириллова (которые можно охарактеризовать как духовное растление), участвует в реорганизации тайного общества, пишет устав для него, а в конце следующего, 1868 года отказывается от российского подданства. К этому же времени относятся романы Ставрогина с Марией и Дарьей Шатовой (женой и сестрой Ивана Шатова). Тогда же начинаются и его странные, трагичные отношения с Лизой Тушиной.

## Внешняя характеристика
Фёдор Михайлович Достоевский описывает Николая Ставрогина как демонического красавца. Подробный портрет героя даётся во второй главе романа «Принц Гарри. Сватовство». Рассказчик описывает прибывшего в 1865 году в родной город Ставрогина как очень красивого молодого (примерно 25 лет) человека, вопреки своей репутации — хорошо одетого, изящного и благовоспитанного. «Он был не очень разговорчив, изящен без изысканности, удивительно скромен и в то же время смел и самоуверен как у нас никто». Описывая черты его лица: чёрные волосы, светлые ясные и спокойные глаза, нежный цвет лица, яркий румянец, белые зубы и «коралловые» губы, рассказчик характеризует их как «чрезмерные», отмечая некоторую искусственность его красоты, схожесть лица с маскою. Также Николая Ставрогина отличала физическая сила и рост выше среднего. Его появление оказало сильное влияние на женскую часть общества: «Все наши дамы были без ума от нового гостя. Они резко разделились на две стороны, — в одной обожали его, а в другой ненавидели до кровомщения; но без ума были и те и другие». Второе описание приходится уже на 1869 год, где тот же рассказчик, не заметив особых внешних изменений, отмечает изменения внутренние: «прежде хоть и считали его красавцем, но лицо его действительно „походило на маску“, как выражались некоторые из злоязычных дам нашего общества. Теперь же, — теперь же, не знаю почему, он с первого же взгляда показался мне решительным, неоспоримым красавцем, так что уже никак нельзя было сказать, что лицо его походит на маску. Не оттого ли, что он стал чуть-чуть бледнее чем прежде и, кажется, несколько похудел? Или может быть какая-нибудь новая мысль светилась теперь в его взгляде?..».

## Прототипы
Роман Бесы после написания считался изображением нечаевщины (он и в самом деле был откликом на злободневное тогда дело Нечаева). В 1920-е годы вопрос о прототипах главного героя романа был поставлен Л. П. Гроссманом, который посчитал его «первой монографией о Бакунине». Однако В. П. Полонский оценил эту версию как неубедительную и доказал, что она не является верной. Он предположил, что прототипом «аристократа, пошедшего в демократию» Ставрогина был петрашевец Н. А. Спешнев. Достоевский в молодости был лично знаком с этим атеистом, социалистом и коммунистом, который оказал сильнейшее влияние на будущего писателя. Фёдор Михайлович после называл Спешнева «мой Мефистофель». 8/20[прояснить] октября 1870 года Достоевский писал издателю «Русского вестника» М. Н. Каткову: «Я сел за поэму об этом лице потому, что слишком давно уже хочу изобразить его. По моему мнению, это и русское и типическое лицо… Я из сердца взял его».

## Психическое здоровье Ставрогина
Ряд психологов и психиатров рассматривали изображённую Достоевским личность Николая Ставрогина с профессиональной точки зрения. Часть из них считает, что его странные поступки являются следствием шизофрении.